# Ploscuțeni
Ploscuțeni è un comune della Romania di 3 407 abitanti, ubicato nel distretto di Vrancea, nella regione storica della Moldavia.
Il comune è formato dall'unione di due villaggi: Ploscuțeni (il comune; zona cattolica 95,96%) e Argea a sud (paesino ortodosso).
Le prime prove storiche sul Ploscuțeni sono per via degli visigoti fronteggiati dal re Atanarico (rom., ìntuneric =it. buio). Questi provocò una persecuzione contro i suoi visigoti che hanno abbaracciato il cristianesimo; hanno costruito una diga di difesa lungo oltre 200 km, largo 18 m e 3m profondità (si possono vedere anche oggi delle orme di questa trincea), da Ploscuțeni dalla riva del fiume Siret (Vrancea) fino a Foltești sul fiume Prut (Galati). Nonostante tutti, furono vinti dal Attila, il re degli unni, dovendo scappare verso l'ovest; nel 410 saccheggiarono Roma e poi si stabilirono in Spania.
Storicamente, Ploscuțeni, deve il nome al principe brodnico (ramo slavo), il viceré Ploskuzeny, nel 1239, dopo la battaglia di Kalka (Ucraina), dove i russi furono vinti dai tartari nella loro avanzata verso l'ovest. Impauriti, lui, insieme ai suoi brodnici scapparono via fermandosi vicino al fiume Siret, nei pressi del futuro paesino che prese il suo nome: Ploscuțeni. Siccome il paese era circondato da una foresta foltissima, i tartari non lo hanno inseguito anche da motivi strategici, evitando la zona a distanza e scendendo verso sud dove hanno bruciato la prima sede vescovile cattolica dei cumani a Odobesti sul fiume Milcov, a overst della futura città capoluogo attuale Focșani.
Dopo un periodo alternato (tra il 1630-1810) con delle varie malattie, inondazioni, siccità, incursioni dei tartari e dei turchi, dei polacchi ecc. il paese stava per essere abbandonato quando, i boiari (feudali) hanno chiamato dei cattolici di Sabaoani (Neamț) (115 km a nord, sempre in Moldavia) per ripopolare la terra. A questi si sono giunti pure altri formando l'attuale comunità cattolica di Ploscuțeni.
Le prime menzioni cartografiche si rotrovano sulle mappe dell'esercito russo e austriaco del 1810, quando si menziona l'esistenza di una chiesa in legno, sostituita per via dell'aumento della popolazione con un'altra più grande verso il 1865-1870, sempre in legno, e infine, nel 1927 con un'altra (23,60 m lunghezza, 11,73 m larghezza e 16,90 altezza nella posizione della torre, quest'ultima diventando pure campanile dopo il 1975; prima) di cemento armato (fino al 1990, l'unica del paese di questo genere) (ha resistito finora per grazia di Dio ai grandi terremoti del 1940, 1977, 1990 etc.). La chiesa attuale, l'ultima in discussione è stata costruita sull'antico cimitero.. durante gli scavi sembra che ci siano stati pure fosse comuni, probabilmente frutto delle rappresaglie delle guerre passate prima del 1900.
Nel 1924, il Ploscuțeni era il primo tra i paesi cattolici alla natività, secondo le fonti del Vescovado di Iasi. È stato molto tempo in amministrazione della parrocchia di Focșani; per uin certo tempo è stato anche viceversa.
Il primo sacerdote, che sembra sia stato di Ploscuțeni e che la sua famiglia si fosse trasferita da Cluj-Napoca, verso il 1870, morì in un incidente (si era rovesciato il carro a cavalli; probabilmente la guida perse il controllo in velocità in una curva), a soli due anni dopo l'ordinazione sacerdotale mentre faceva la strada da Focsani per via Nicoresti-Buciumeni alla volta di Ploscuțeni. La sua tomba, sul marciapiede, di fronte alla casa parrocchia fu trasferita nel attuale cimitero antico nel 1985.
Dal Ploscuțeni abbiamo per ora: 2 dottori laureati in scienze mediche (Iasi, tra il 1960-70) e storiche (Bucarest, 22 marzo 2007), 6 sacerdoti ecc.
Ploscuțeni è divenuto comune autonomo nel 22 maggio 2003, staccandosi dal comune di Homocea.